# Tcl
Tcl (Aussprache englisch tickle oder auch als Abkürzung für Tool command language) ist eine Open-Source-Skriptsprache.
Tcl wurde ursprünglich ab 1988 von John Ousterhout an der University of California, Berkeley als Makrosprache für ein experimentelles CAD-System entwickelt. Aus dieser Zeit stammt das Konzept, den Tcl-Interpreter als Bibliothek in z. B. ein C-Programm einzubinden, was auch heute noch möglich ist.
Die Wahlsprüche von Tcl lauten: „radically simple“, also „radikal einfach“, was sich insbesondere auf die Syntax der Sprache bezieht, und „everything is a string“, „Alles ist Text“, was sich auf den Umgang mit Befehlen und Daten in Tcl bezieht.
Die verbreitete Kombination aus Tcl und dem GUI-Toolkit Tk wird als Tcl/Tk bezeichnet.

## Grundkonzepte

### Einfache Syntax und Grammatik
Die Tcl-Syntax folgt der polnischen Notation. Sie verzichtet auf reservierte Wörter, ordnet jedoch einigen Zeichen eine feste Bedeutung zu:
- die geschweiften Klammern zur Festlegung von Blöcken
- die eckigen Klammern zur Evaluierung von Ausdrücken
- die Anführungszeichen zur Abgrenzung von Zeichenketten
- der Backslash
- das Rautezeichen für Kommentare
- das Semikolon zum Trennen von Kommandos
- das Zeilenende

Alle anderen Bestandteile der Sprache können umdefiniert werden. Zwischen eingebauten und von Programmen oder Tcl-Bibliotheken hinzugefügten Funktionen besteht kein Unterschied.

### Datentypen
Tcl ist eine (nach außen hin) typlose Sprache. Jede Variable hat eine Zeichenkette als Wert. Dazu kann eine interne Repräsentation z. B. einer Ganzzahl, Gleitkommazahl, Liste (Datenstruktur) oder Dict treten. Die Verwendung einer nicht definierten Variablen führt zu einem Fehler – im Gegensatz zur Programmierung mit dem Unix-Kommandozeileninterpreter (Shell) oder awk. Konstrukte wie assoziative Arrays (Hashtabelle), Listen und Dicts werden in Tcl oft angewendet. Dicts sind vergleichbar mit JSON, jedoch außer den geschweiften Klammern ohne zusätzliche Sonderzeichen wie Anführungsstriche und Doppelpunkte. Darüber hinaus gibt es Objekte mit Klassen, Mehrfachvererbung und Mixins. Letztere sind genauso wie die Steuerelemente der grafischen Oberfläche Tk Kommandos innerhalb von Tcl.

### Zeichenketten
Tcl kennt sehr leistungsfähige Kommandos zur Bearbeitung von (auch langen) Zeichenketten, ebenso Dateibearbeitung, TCP/IP-Netzkommunikation und über Tk grafische Programmierung und ist in all diesem völlig plattformunabhängig. Tcl hat einen Mechanismus eingebaut, um mit regulären Ausdrücken zu arbeiten, wobei auch komplexere Ausdrücke als die von grep unterstützt werden, vergleichbar mit denen von Perl.

### Erweiterbarkeit
Zur Einbindung externer Bibliotheken besitzt Tcl ein eigenes Paketsystem, das diese auch bei Bedarf automatisch nachladen kann. Weiterhin ist es möglich, Tcl-Programme um Bibliotheken zu erweitern, die in C oder einer anderen kompilierten Sprache geschrieben sind; hierfür existiert in Form der TclStubs eine standardisierte Schnittstelle. Außerdem können mithilfe der CriTcl-Erweiterung zeitkritische Programmteile in C-Quellcode innerhalb des Tcl-Quellcodes notiert werden. Diese werden automatisch kompiliert und eingebunden.

### Selbstmodifizierender Code
Tcl-Programme können sich sehr einfach zur Laufzeit selbst modifizieren. Da es ohne weiteres möglich ist, eigene Kontrollstrukturen in reinem Tcl zu implementieren, ist es möglich, verschiedene Programmierparadigmen direkt in Tcl umzusetzen, zum Beispiel funktionale oder objektorientierte Programmierung.
Außerdem kann durch die Selbstmodifizierbarkeit Code aus Konfigurationsdateien oder über das Netzwerk gelesen und ausgeführt werden. Um dies in einer sicheren Form zu ermöglichen, stellt Tcl eine beliebige Zahl von Sandboxen in Form eigens gestarteter Interpreter mit beschränkter Funktionalität zur Verfügung. Diese Kind-Interpreter können jeweils mit eigenen Funktionen erweitert werden, die über definierte Schnittstellen mit ihrem Mutter-Interpreter kommunizieren.

### Objektorientierung
Tcl enthält im Kern (ab Version 8.6) die bisherige Erweiterung TclOO mit Einfach- und Mehrfachvererbung sowie Mixins, sodass vollständig objektorientierte Anwendungen geschrieben werden können – aber nicht müssen. Klassen enthalten Konstruktoren und Destruktoren sowie Methoden. Im Gegensatz zu anderen Programmiersprachen sind Klassen und Objekte als Kommandos implementiert und müssen explizit mittels „destroy“ zerstört werden, was durch Überwachung von Variablen mittels „trace“ automatisiert werden kann, wenn die Variable ihren Gültigkeitsbereich verlässt.
Da es keine Zeiger gibt, wird stattdessen mittels des Objektnamens auf andere Objekte verwiesen.

### Nebenläufigkeit
Tcl implementiert nach Wunsch auch Nebenläufigkeit. Jeder Thread besitzt einen eigenen Interpreter und damit auch eigene Variablen. Ein Thread kann einen anderen Thread beauftragen, Kommandos auszuführen. Threads stehen zueinander in Eltern-Kind-Beziehung. Die Synchronisation erfolgt über Mutexes oder über „join“. Eine alternative Implementierung von Nebenläufigkeit über Coroutinen steht ab Version 8.6 ebenfalls zur Verfügung.

### Bytecode-Interpreter
Tcl-Routinen werden vom Interpreter jeweils beim ersten Ausführen in Bytecode übersetzt. Beim zweiten Ausführen einer Routine steht dann bereits der Bytecode zur Verfügung, und der Programmteil läuft schneller. Es gibt auch Erweiterungen, die den gesamten Quelltext zur Ladezeit des Programms in Bytecode übersetzen.

### GUI-Schnittstellen
Bekannt ist Tcl auch durch das Toolkit Tk, mit dem sich plattformunabhängige grafische Benutzeroberflächen leicht programmieren lassen. Der grafische Werkzeugkasten „Tk“ steht für eine Vielzahl von Betriebssystemen mit dem für das jeweilige System üblichen Aussehen („native look and feel“) zur Verfügung. Diese Programmierschnittstelle wird auch für viele weitere Programmiersprachen angeboten, wie z. B. Common Lisp, Perl, PHP, Ruby, Python oder R. Neben der Standard-Schnittstelle zum Tk Toolkit existieren unter anderem auch Schnittstellen zu den Toolkits FLTK und GTK+.

### Weitere Eigenschaften und Besonderheiten
- „Everything is a string“-Grundsatz (Alles ist eine Zeichenkette): Auch wenn intern – vor allem aus Leistungsgründen – zwischen Zeichenketten, Ganzzahlen, Fließkommazahlen, Listen und Dicts (die Übersetzung „Wörterbücher“ ist unpassend) unterschieden wird, können all diese jederzeit als Zeichenkette angesprochen werden bzw. können Zeichenketten entsprechenden Inhalts als die spezialisierten Typen angesprochen werden. Allerdings kostet die dann implizit durchgeführte Konversion Rechenleistung, weshalb man darauf achten sollte, dieses „shimmering“ zu vermeiden.
- Ereignisgesteuerte Schnittstellen zu Sockets und Dateien, so dass auch ohne Threads mit Netzwerkverbindungen und mit der GUI gearbeitet werden kann. Zeit- und Benutzer-definierte Ereignisse sind ebenfalls möglich.
- Variablen-Sichtbarkeitsbereich ist auf lokale Variablen begrenzt, kann aber mit uplevel und upvar gezielt auf den Sichtbarkeitsbereich der aufrufenden Funktion erweitert werden.
- Einfache Ausnahmebehandlung durch Ausnahme-Rückgabewerte aller Befehle.
- Einfache Erweiterbarkeit in C, C++, Java und Tcl.

## Syntax
Tcl ist im Grundsatz sehr einfach aufgebaut und grenzt sich gegen Sprachen wie Perl, APL und C durch absolut konsequenten Einsatz einer einheitlichen Syntax ab.
Wer mit Kommandozeileninterpretern (Shell, MS-DOS) vertraut ist, kennt auch die Grundstruktur von Tcl-Kommandos. Ein Tcl-Skript besteht aus mehreren Kommandos. Ein Kommando besteht aus einem Kommandowort, gefolgt von Argumenten (Parameter). Ein Kommando wird von einem Zeilenende oder Semikolon begrenzt.
```
Kommandowort
 param
1
 param
2
 … param
N
```

Anders als bei einfachen Kommandozeileninterpretern kann man in Tcl Kommandos ineinander verschachteln. Statt eines Arguments in einem Kommando kann in eckigen Klammern ein weiteres Kommando angegeben werden. Die Unterkommandos werden zuerst ausgeführt. Ihr Resultat wird dann jeweils als Argument im übergeordneten Kommando eingesetzt. Der Mechanismus entspricht dem der Backquotes bei der Unix-Shell.
```
Kommandowort
 [
Unterkommando
 
param
 …] …
```

Auch Konstrukte wie if und while oder Zuweisungen sind Kommandos. Die Kommandos folgen der Polnischen Notation, wie bei Lisp, und werden ebenfalls als Liste verarbeitet.

## Einsatzbereiche
Tcl ist in den meisten Unix-Installationen bereits vorinstalliert oder lässt sich über die Paketverwaltung nachinstallieren, auch bei Apple macOS; nicht jedoch bei Microsoft Windows. Für andere Betriebssysteme einschließlich Windows bestehen auch verschiedene Installationspakete. Tcl ist plattformunabhängig und verhält sich auf allen Systemen, für welche es vorhanden ist, gleich. Üblicherweise wird ein Tcl-Programm (Skript) über die Tcl-Shell tclsh für Programme mit nicht-grafischer Ein-/Ausgabe oder die Tcl-Windowing-Shell wish für Programme mit grafischer Benutzeroberfläche gestartet.
Tcl wird auf der Kommandozeile, als eingebettete Sprache, als CGI-Sprache (wie sonst oft Perl), als Modul im Apache-Webserver (wie sonst oft PHP) und als Sprache für Prozeduren in der Datenbank PostgreSQL eingesetzt. Sie ist über eine einfache Schnittstelle zu C leicht erweiterbar.

## Beispielprogramme

### Ein „Hello World!“ Programm
```
puts
 
"Hello World!"

```

Hello World!

Der Befehl puts erwartet eine Zeichenkette als Eingabe und gibt diese direkt aus, gefolgt von einem Zeilenumbruch.
Hier die gleiche Ausgabe unter Verwendung des Befehls zum Setzen eines Variablenwertes:
```
set
 
hw
 
"Hello World!"

puts
 
$hw

```

Hello World!

### Mittelwert einer Liste von Zahlen
```
proc
 
mean
 
data
 
{

    
expr
 
([
join
 
$data
 
+
])
 
/
 
double
([
llength
 
$data
])

}

```

Dies definiert einen neuen Befehl mean, der wie folgt aufgerufen werden kann
```
mean
 
{
5
 
4.2
 
1.2
 
6.7
 
9
 
1
 
0
}

```

data ist also eine Liste von Zahlen. Der Befehl join formt aus seinem ersten Parameter $data (Inhalt von data) mithilfe des zweiten Parameters + eine Zeichenkette der Form 5+4.2+1.2+6.7+9+1+0. Diese wird nun in die Stelle eingesetzt, an der zuvor der von eckigen Klammern umschlossene join-Befehl stand. Der Befehl llength gibt die Länge einer Liste zurück. Die eckigen Klammern funktionieren hier genauso. Die Funktion double() bewirkt, dass die Zahlen nicht als Ganzzahl („integer“) mit Rest, sondern als Gleitkommazahlen mit Dezimalstellen dividiert werden (das ist bei Mittelwerten meist beabsichtigt).
Es ergibt sich für das Beispiel:
```
expr
 
(
5
+
4.2
+
1.2
+
6.7
+
9
+
1
+
0
)
/
double
(
7
)

```

Der Befehl expr berechnet nun den mathematischen Ausdruck.
Das Beispiel zeigt, wie einfach in Tcl Zeichenkettenverarbeitung und Berechnungen gemischt werden können, um Algorithmen einfach zu formulieren.

### Grafische Anwendungsprogrammierung mit Tk
Tcl macht die Entwicklung grafischer Benutzerschnittstellen sehr einfach:
Das folgende Mini-Programm erstellt eine Schaltfläche („button“) im Fenster, die beim Anklicken die Anwendung beendet.
```
package
 
require
 
Tk

pack
 
[
button
 
.b
 
-
text
 
"Goodbye World"
 
-
command
 
exit
]

```

Zusätzlich zum klassischen „Tk-Widget-Set“ (das sind die Bedienelemente der grafischen Benutzeroberfläche), das je nach Plattform das Aussehen von Motif, Microsoft Windows, oder Mac OS Classic simuliert, gehört ab Version 8.5 auch das Widget-Set Ttk (themeable Tk) fest zu Tk. Dabei kann ein Thema („theme“) aus einer Theme-Bibliothek ausgewählt oder selbst erstellt werden.
```
package
 
require
 
Tk

ttk
::
setTheme
 
clam

pack
 
[
ttk
::
button
 
.b
 
-
text
 
"Goodbye World"
 
-
command
 
exit
]

```

### Datenbankanbindung mit Tcl
Datenbankoperationen sind mit Tcl ebenfalls sehr einfach, wie das folgende Beispiel zeigt:
```
# SQLite3 einbinden

package
 
require
 
sqlite3

# Datenbank eröffnen

sqlite3
 
meinedatenbank
 
.
/
meinedatenbank.sqlite

# Variable zum Referenzieren

set
 
var
 
3

# Tabelle erzeugen, Fehlermeldung ignorieren

meinedatenbank
 
eval
 
{
CREATE
 
TABLE
 
tabelle1
 
(
id
 
int,
 
spalteA
 
char
(
20
))}

# Daten in Tabelle schreiben

meinedatenbank
 
eval
 
{
INSERT
 
INTO
 
tabelle1
 
(
id
,
 
spalteA
)
 
VALUES
 
(
1
,
 
'
foo
'
)
,
 
(
2
,
 
'
bar
'
)
,
 
(
3
,
 
'
ßülz
'
)}

# Daten abfragen

meinedatenbank
 
eval
 
{
SELECT
 
*
 
FROM
 
tabelle1
 
WHERE
 
id
 
=
 
:
var
}
 
ergebnis
 
{

   
puts
 
"id = $ergebnis(id), spalteA = $ergebnis(spalteA)"

}

# Alle Daten löschen

meinedatenbank
 
eval
 
{
DELETE
 
FROM
 
tabelle1
}

# Tabelle löschen

meinedatenbank
 
eval
 
{
DROP
 
TABLE
 
tabelle1
}

# Datenbank schließen

meinedatenbank
 
close

```

Dabei werden Variablenreferenzen nicht expandiert, sondern der Datenbank-„Engine“ übergeben, so dass keine Sicherheitslücke durch SQL-Injection entstehen kann.
Diese direkte Anwendung der SQLite3-Schnittstelle gilt mittlerweile als veraltet, weil es die datenbankunabhängige Schnittstelle TDBC gibt, deren Name sich an ODBC und JDBC anlehnt. Im Lieferumfang von TDBC sind die Treiber für SQLite3, MySQL, ODBC (ähnlich der JDBC-ODBC-Bridge) und PostgreSQL.

## Erweiterungen
Tcl kann als prozedurale ebenso wie als funktionale Programmiersprache eingesetzt werden, da Namen von Funktionen auch Argumente von Funktionen sein können. Über Erweiterungen wie stooop, Snit, Incr Tcl und Incr Tk sowie XOTcl ist Tcl auch objektorientiert – bis hin zur Mehrfachvererbung. Ab Version 8.6 ist TclOO im Kern enthalten, Incr Tcl basiert nun auf TclOO.
- XOTcl ist eine von mehreren objektorientierten Erweiterungen von Tcl, die in C geschrieben wurde. Es unterstützt ähnlich wie Common Lisp Object System Metaklassen, die Eigenschaften von Klassen definieren, und ist eine vollständig dynamische objektorientierte Sprache. Dies bedeutet, dass einerseits Definitionen von Klassen und Methoden dynamisch (zur Laufzeit) änderbar sind und dass andererseits auch die Beziehungen zwischen Objekten und Klassen wie auch zwischen Klassen untereinander jederzeit änderbar sind. Dies bedeutet, dass beispielsweise ein Objekt seine Klasse ändern kann (z. B. ein Objekt der Klasse „Auto“ wird zum Objekt der Klasse „Wrack“, wenn es gegen einen Baum fährt) oder die Klassenhierarchie dynamisch verändert werden kann. XOTcl bietet neben den klassischen objektorientierten Konzepten auch Mixin-Klassen, wobei hier zwischen per-object-mixins und per-class-mixins unterschieden wird. Durch Mixin-Klassen kann man orthogonales Verhalten getrennt implementieren.
- Incr Tcl und Incr Tk sind Pakete objektorientierter Erweiterungen für Tcl und Tk. Diese ermöglichen objektorientierte Programmierung mit Tcl. Die Namen lehnen sich an den von C++ an. Die Inkrement-Prozedur incr entspricht dem ++-Operator in C.
- Snit („Snit’s Not Incr Tcl“) ist ein Paket zur objektorientierten Programmierung mit Tcl, welches als reines Tcl-Paket nicht kompiliert zu werden braucht. Im Gegensatz zu Incr Tcl (Vererbung) benutzt es das Prinzip der Delegation für die Realisierung der Objektorientierung.
- Tile, Zusatzpaket in Tcl/Tk 8.4, und Ttk, Standardpaket seit Tcl/Tk 8.5, sind Bibliotheken für graphische Benutzerlemente, die ein natives Aussehen auf den unterschiedlichen Betriebssystemen ermöglichen. Damit kann auch auf Unix-Betriebssystemen Tcl/Tk-Anwendungen ein modernes Aussehen ermöglicht werden. Bei Verwendung der Standard-Widgets der Tk-Bibliothek benutzen diese die veralteten Motif-Elemente.
- Tcl3D ist ein Paket, das Tcl um Funktionalität für 3D-Grafikprogrammierung erweitert. Damit lassen sich z. B. Anzeigeprogramme („viewer“) für .dxf-Dateien erstellen.
- TWAPI ist eine Erweiterung für Tcl, welche Zugriff auf die Windows-API bietet.

## Implementierungen
- Das Tcl Core Team stellt die Referenzimplementierung bereit. Hierauf basiert auch die Distribution ActiveTcl.[3]
- Jim tcl ist eine minimalistische Implementierung mit dem Schwerpunkt auf eingebettete Systeme.[4]